# William Button (Bischof, † 1264)
William Button (auch William Button I; William Bitton oder William of Bitton) († 3. April 1264) war ein englischer Geistlicher. Ab 1247 war er Bischof von Bath und Wells. Er ist nicht mit seinem namensgleichen Neffen William Button zu verwechseln, der von 1267 bis 1274 ebenfalls Bischof der Diözese Bath und Wells war.

## Herkunft und Aufstieg zum Bischof
William Button stammte vermutlich aus dem Dorf Bitton in Gloucestershire, nach dem er benannt wurde. In dem Dorf ließ sein Neffe Thomas Bitton 1299 eine Kapelle errichten. Aus seiner Familie stammten mehrere Geistliche, die in hohe Kirchenämter im südwestlichen England aufstiegen. Bitton selbst förderte als Bischof zahlreiche Verwandte. Seinen Neffen William erhob er zum Archidiakon von Wells, während sein Bruder John Button († um 1273) Propst der Kathedrale von Wells wurde.
Vor 1231 wurde Button Offizial, also der ranghöchste geistliche Beamte von Bischof Jocelin of Wells. Dazu diente er als königlicher Richter, wobei er sich durch besonnene Urteile auszeichnete. Vor 1235 wurde er Subdekan der Kathedrale von Wells und vor 1237 Archidiakon von Wells. Ihm gelang es, die Vikare der Kathedrale zu disziplinieren. Dadurch wurde nicht nur die Chormusik verbessert, sondern Wells stieg auf Kosten von Bath zum geistlichen Zentrum der Diözese auf. Dazu erreichte er, dass das Kathedralkapitel von Wells wieder an den Bischofswahlen beteiligt wurde, so dass Wells anstelle von Bath zum Mittelpunkt der Diözese wurde. 1244 wählten die Mönche von Bath Abbey Roger of Salisbury zum neuen Bischof. Da entgegen den Abmachungen das Kathedralkapitel von Wells an der Wahl nicht beteiligt worden war, war die Wahl höchst umstritten. Button wurde nun zum engagierten Verfechter des Kathedralkapitels von Wells. Er vertrat dessen Standpunkt vor der Kurie in Rom und konnte schließlich einen Kompromiss erzielen, durch den das Kathedralkapitel von Wells bei künftigen Wahlen besser beteiligt wurde. Dieser Kompromiss wurde erstmals am 24. Februar 1247 angewandt, als die Mönche von Bath Abbey und die Kanoniker des Kathedralkapitels von Wells Button in Bath zum neuen Bischof wählten. Am 14. Juni 1247 wurde er in Lyon von Papst Innozenz IV. zum Bischof geweiht.

## Bischof von Bath und Wells

### Tätigkeit als Politiker
Als Bischof war Button auch politisch tätig. 1251 besiegelte er während des Parlaments mit die Drohung der Bischöfe, dass Verstöße gegen die Magna Carta mit Exkommunikation geahndet würden. Mehrfach reiste er als Gesandter des Königs ins Ausland, darunter 1253 nach Kastilien. Von dort geleitete er Eleonore von Kastilien, die Gattin des Thronfolgers Lord Eduard mit nach England. Allerdings unterstützte er auch die anderen englischen Bischöfe, die den Einfluss von König Heinrich III. auf kirchliche Fragen zu begrenzen suchten, und protestierte 1257 gegen die Politik des Königs. Letztlich gelang es ihm nicht, größeren politischen Einfluss zu erhalten. Im Gegenteil, im langwährenden Streit von Button mit den Äbten von Glastonbury Abbey, den bereits seine Vorgänger Savaric und Jocelin of Wells geführt hatten, ergriff der König Partei für Glastonbury. Obwohl Button durch Visitationen und Prozessen versuchte, die Abtei seiner geistlichen Aufsicht zu unterstellen, Abt Roger Forde absetzte und über die Klöster, die ihn unterstützten, das Interdikt verhängte, verlor er letztlich den Streit mit der Abtei. Button reiste selbst nach Rom, doch auch der Papst unterstützte Glastonbury und befreite das Kloster schließlich vollständig von der geistlichen Aufsicht durch die Bischöfe von Bath und Wells. Auch einen Streit mit seinem Kathedralkapitel verlor Button, dem er die Einkünfte der Kirche von Congresbury überlassen musste. 1258 nahm er noch an der Weihe der Kathedrale von Salisbury teil, doch in dem im Frühjahr begonnenen Konflikt zwischen dem König und einer Adelsopposition, der schließlich zum offenen Krieg der Barone gegen den König führte, spielte Button keine Rolle mehr.

### Wirken als Bischof
Letztlich befasste sich Button mehr mit der Verwaltung seiner Diözese. Er ließ die Diözesanstatuten gemäß den Beschlüssen des vierten Laterankonzils von 1215 ergänzen. Unter anderem fasste er die Regeln für das Spenden der Sakramente durch Geistliche genauer, dazu sollten die Regeln die Disziplin seiner Geistlichen erhöhen. Zusammen mit Bischof Giles of Salisbury weihte er 1258 Robert de Chaury zum Bischof von Carlisle. Wohl dieser Kontakt führte dazu, dass Robert de Chaury die Diözesanstatuten von Wells zum Vorbild für die Statuten der Diözese Carlisle nahm. Nach seinem Tod 1264 wurde Button in der Lady Chapel der Kathedrale von Wells beigesetzt, doch sein Grabdenkmal wurde vor dem 18. Jahrhundert entfernt.